# レシュティグラーベン

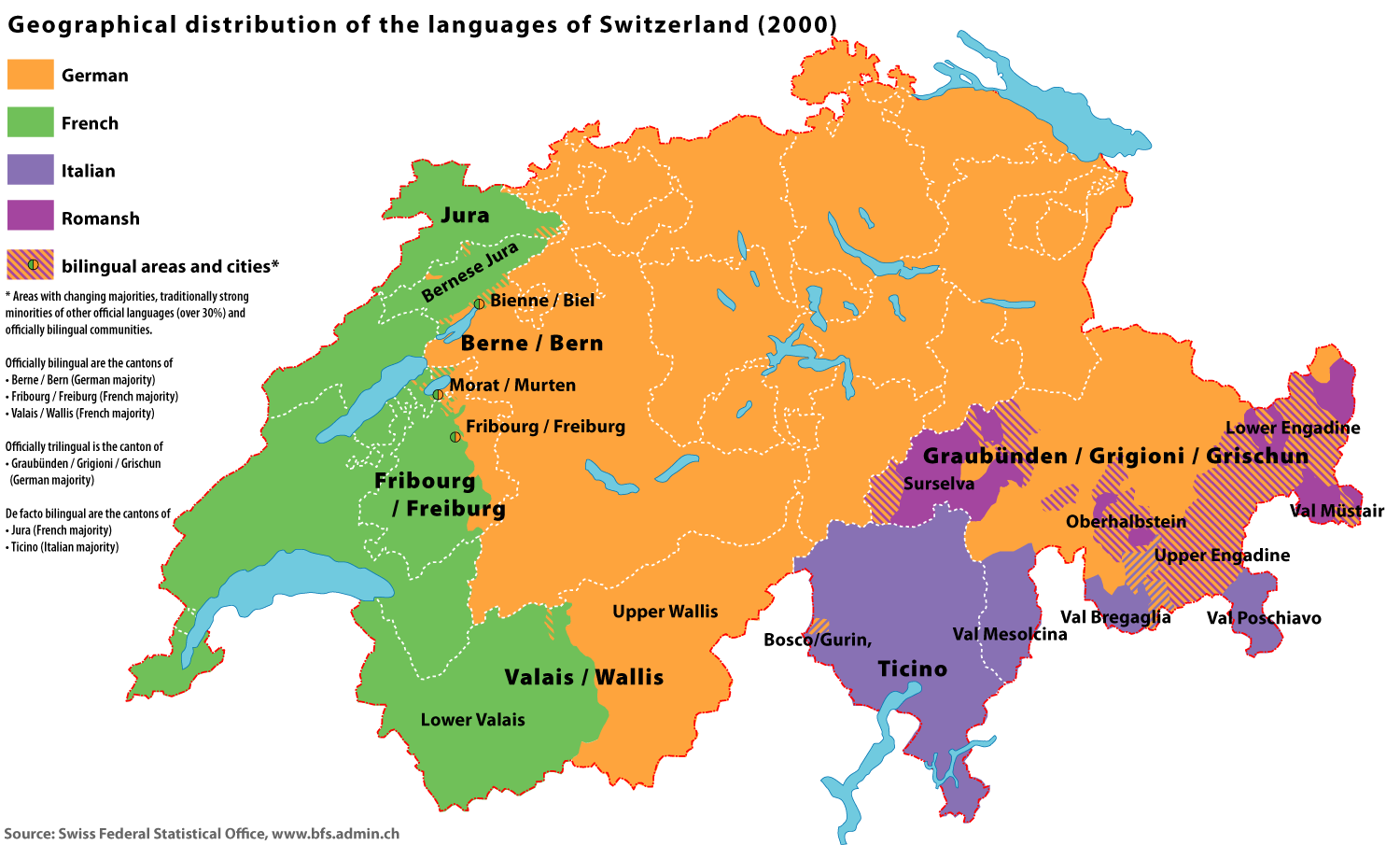
スイスの言語分布。緑：フランス語、橙：ドイツ語、紫：イタリア語

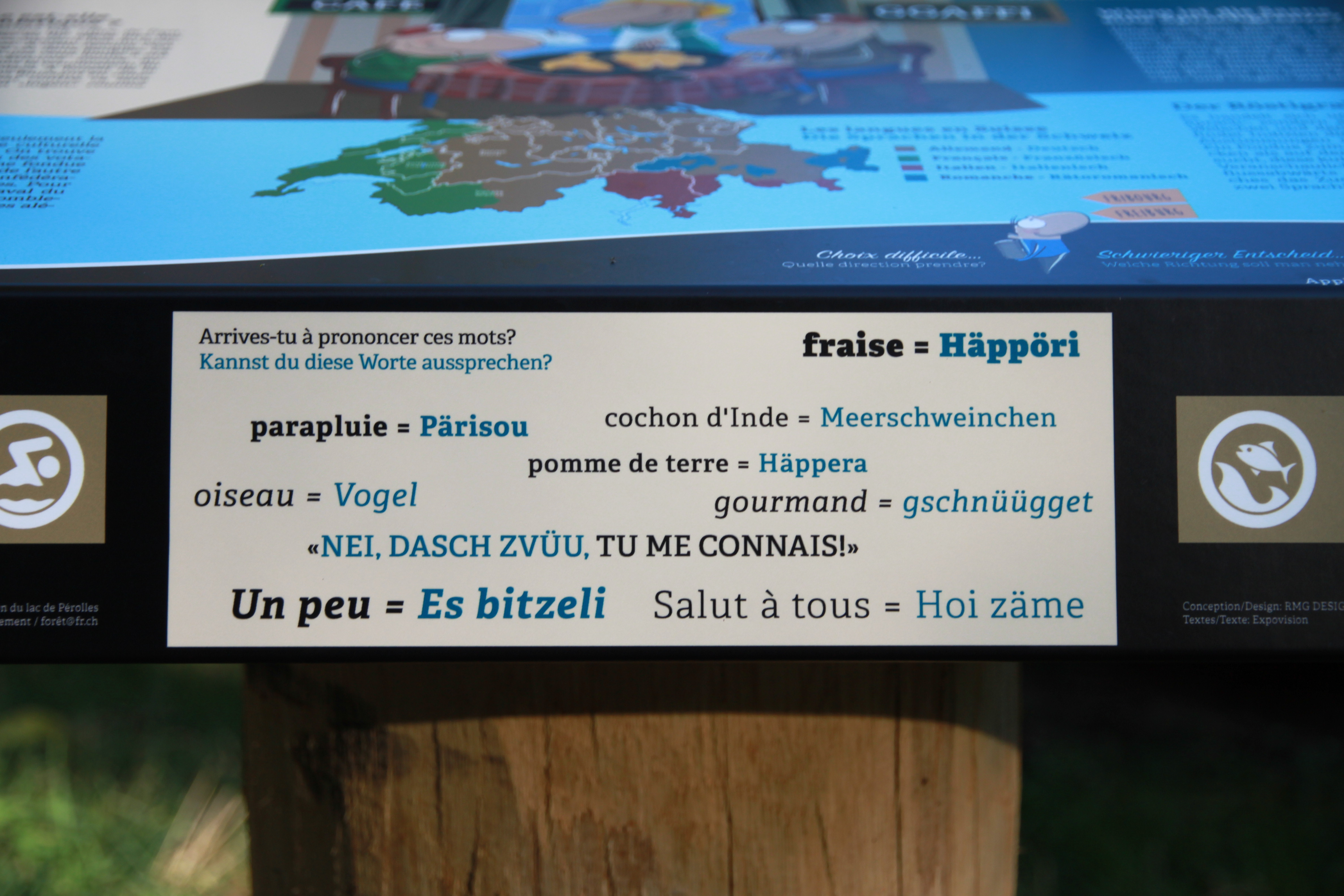
レシュティグラーベン地帯において、ドイツ語とフランス語が併記された看板

レシュティグラーベン（Röstigraben, ドイツ語発音: [ˈrøːstiˌɡraːbən]）は、スイスにおけるドイツ語圏とフランス語圏の文化的境界を指す言葉である。スイス・ドイツ語の発音（[ˈrøːʃtiˌɡrabə]）を反映してRöschtigrabenとも表記される。

## 語源

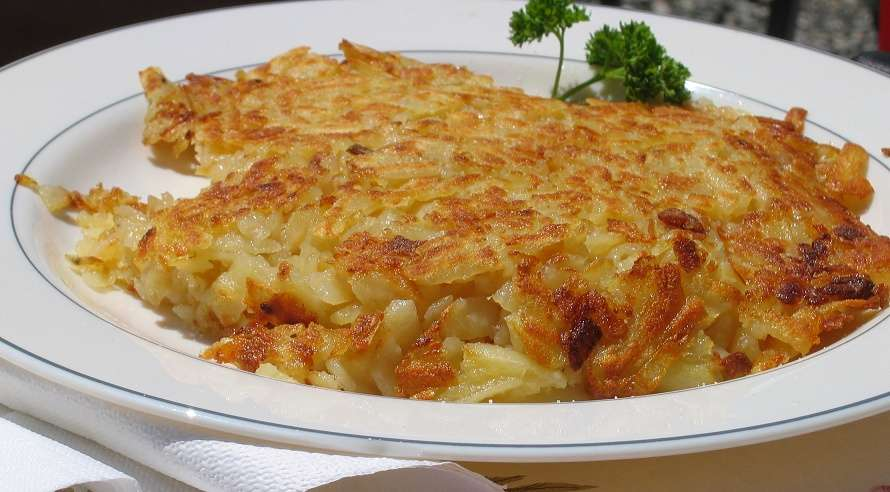
レシュティ

「レシュティグラーベン」は、直訳すると「レシュティの溝」という意味になる。レシュティはベルン州発祥のジャガイモを使った料理で、スイスのドイツ語圏における代表的な料理であるが、フランス語圏ではあまり食されていない。

「グラーベン」（溝）は、文化の境という抽象的な意味でもあるが、実際にザーネ川（サリーヌ川）の谷という物理的な溝が境界になっている。
スイス・フランス語では「バリエール・ド・レスティ」（barrière de rös(ch)ti、レシュティの壁）もしくは「リドー・ド・レスティ」（rideau de rös(ch)ti、レシュティのカーテン）と呼ばれる。後者は鉄のカーテンになぞらえたものであり、実際に国民投票の結果がレシュティグラーベンを境に分かれることが多くある。

スイスでは1992年5月2日に欧州経済領域(EEA)条約に調印し、EEA条約を批准するためにスイス憲法の定めに従い同年12月6日に国民投票を実施した。国民投票の結果、反対多数で批准は見送られ、同時に欧州連合加盟も見送られることになったわけだが、この投票行動の分析ではドイツ語圏、イタリア語圏、および地方州では反対票が多く、フランス語圏やロマンス語圏では賛成票が多かったという結果が出ている。これによって、それまでは水面下で言われていた言語圏対立「レシュティグラーベン」の考え方が大きくクローズアップされた。
2014年に行われたEU加盟国からの移民を制限するか否かの国民投票は僅差で可決されたのだが、フランス語圏では大多数が反対でドイツ語圏では賛成が多く、総人口はドイツ語圏の方が多かったので可決されることになった。
2013年にスイス全国的に行われた調査で「レシュティグラーベンは存在しない」と答えた人はドイツ語圏で25%、フランス語圏で14%であった。

## 定義

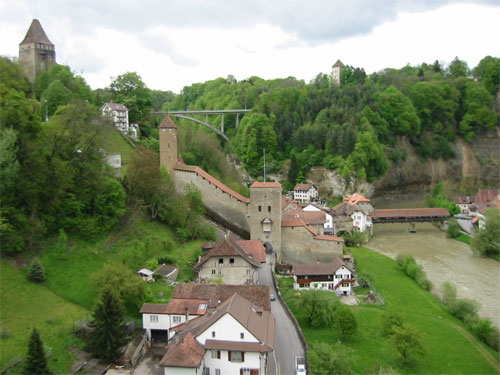
The Sarine in Fribourg

地理的には、北はジュラ山脈から始まり、ビール湖、ヌーシャテル湖、モラ湖に沿ってスイス高原を通り、スイスアルプスとローヌ渓谷を横切り、エヴォレーヌとツェルマットの間でイタリア国境に達する。

## ポレンタグラーベン
類似の表現として、ドイツ語圏とイタリア語圏（ティチーノ州）の境界を「ポレンタグラーベン」（Polentagraben）という。これは、イタリア料理のポレンタに由来するものである。
ティチーノ州は、移民労働者に厳しく、「スイスらしさ」(Swissness)へのこだわりが強いと考えられている。

## 例
ベルンとヌーシャテルを往復する電車の車内アナウンスではザーネ川を境にベルン寄りではドイツ語、フランス語の順で行われるが、ヌーシャテル寄りではフランス語、ドイツ語の順で行われる。